# Rancho de Pro
Rancho de Pro är en ort i Mexiko.   Den ligger i kommunen Alaquines och delstaten San Luis Potosí, i den centrala delen av landet, 300 km norr om huvudstaden Mexico City. Rancho de Pro ligger 1 331 meter över havet och antalet invånare är 747.
Terrängen runt Rancho de Pro är lite kuperad. Runt Rancho de Pro är det glesbefolkat, med 20 invånare per kvadratkilometer. Närmaste större samhälle är Cardenas, 12,4 km sydväst om Rancho de Pro. Trakten runt Rancho de Pro består i huvudsak av gräsmarker.